# 鄭文峰
鄭文峰（1929年1月14日—1950年11月29日），中国共产党党员，台湾台南州東石郡朴子街（今嘉義縣朴子市）人，嘉義中學畢業後考入台北經濟專門學校，日本戰敗學校改制為台大法學院商學系，受國府接收台灣影響思想左傾，1947年二二八事件時曾加入學生軍武裝起義，由陳炳基及葉城松吸收加入共產黨，擔任台大法學院支部委員及省工委學工委小組長，1950年蔡孝乾變節後，中共在臺組織瓦解，大量成員遭到逮捕，1950年11月29日遭槍決於台北馬場町。

## 生平

### 出身望族
鄭文峰，台湾嘉義朴子人，父親為鄭慶朝醫師，母親為朴子望族西港保甲局長黃慎儀長女黃秀英，皆當地聞人，其母黃秀英熱中社會主義，參加諸羅婦女協進會爭婦女權益，思想前衛，其父鄭慶朝醫師二戰時受日本徵召前往南洋當軍醫，其所搭乘的醫療船神靖丸於1945年1月12日在越南西貢附近遭美軍軍艦魚雷擊沉，當時鄭文峰僅16歲。
鄭文峰就讀朴子男子公學校，臺南州立嘉義中學校畢業後，1945年考入台北經濟專門學校（此專門學校1947年1月移交台大法學院，改為台大法學院商學系），應總督府徵召入伍，不久日本即戰敗投降，鄭文峰返台後因瘧疾病灶休學一年，受戰後國民政府接收台灣及澀谷事件影響，對於政府處置心生不滿，思想左傾。

### 加入共產黨
1947年，二二八事件爆發後，中國共產黨準備發動學生軍起義，鄭文峰與當時台大法商學院學生自治會主席陳炳基與楊建基等參與李中志的地下組織台北地區武裝起義指揮部欲發動武裝起義，因泰雅援軍未出動而作罷。
1947年6月鄭文峰經由陳炳基吸收加入中國共產黨，1948年插班考入台灣大學經濟系，擔任省工委學工委小組長，中共台大法學院支部擔任委員，並吸收原商學系同學曾群芳、王清池、葉金柱、張璧坤等入黨，由書記葉城松領導，參與話劇社及光明報之編輯等事宜。1948年擔任開南商業學校兼任教師及臺北市立太平初級商業學校兼任教師。

### 身死馬場町
1949年8月，光明報被繳獲，光明報組織曝光多人遭到逮捕，鄭文峰受商學系同學陳英泰協助至烏來擔任教職，不久返回嘉義，加入葉城松領導的省工委嘉義支部發展組織，奉命深入農村發展武裝組織，唯當時國民政府實施土地改革以致無法進行而停止，1950年，中共在台組織高層蔡孝乾變節供出大批人員名單，導致中國共產黨在台組織瓦解，同年6月1日，鄭文峰於朴子家中被捕，在軍法部審訊期間仍向保密局人員宣揚馬克思主義的優點，1950年11月29日，台灣省保安處宣判死刑後即刻送台北市馬場町槍決，行刑時拒絕下跪，同時遭槍決者包含共產黨台灣地下組織高層朴子人李水井、楊廷椅、陳水木、黃師廉、陳金目、賴裕傳、王超倫、吳瑞爐、葉盛吉、鄭澤雄及鄭文峰共11人。

## 口述歷史
陳英泰.《回憶，見證白色恐怖》。唐山出版社。2005。ISBN：9867748786
陳英泰.《再說白色恐怖》。唐山出版社。2009/12/01。ISBN13：9789866552519